# کفشک شنی
کفشک شنی (نام علمی: Pegusa lascaris) نام یک گونه از تیره کفشک‌ماهیان اصلی است.